# Peračija
Peračija (nemško Peratschitzen) je naselje v Občini Škocjan v Podjuni v Okraju Velikovec na Koroškem v Avstriji.